# اروانه، یاردیملی
اروانه (به لاتین: Arvana) یک منطقهٔ مسکونی در جمهوری آذربایجان است که در شهرستان یاردیملی واقع شده‌است. اروانه ۵۲۰ نفر جمعیت دارد.